# South East England
South East England, også kendt på dansk som Sydøst-England, er en af de 9 regioner i England. Regionen er den befolkningsmæssigt største i England. Regionen består af 9 ceremonielle grevskaber, men er administrativt inddelt i 14 forskellige områder.
Storbritannien som helhed havde 73 medlemmer af Europa-Parlamentet ved valget dertil i 2014. Disse medlemmer vælges i regionerne, hvor Nordirland, Skotland, Wales, og hver af de engelske regioner udgør valgkredse, på nær at det britiske oversøiske territorium Gibraltar er del af South West England-kredsen. South East England havde 10 medlemmer i 2014.

## Ceremonielle grevskaber
- Berkshire
- Buckinghamshire
- East Sussex
- Hampshire
- Isle of Wight
- Kent
- Oxfordshire
- Surrey
- West Sussex

## Administrativ inddeling

### Enhedslige myndigheder
Der er 7 enhedslige myndigheder i South East England:
- Brighton & Hove (ceremonielt en del af East Sussex)
- Buckinghamshire (ceremonielt en del af Buckinghamshire)
- Isle of Wight (dækker hele det ceremonielle Isle of Wight)
- Medway (ceremonielt en del af Kent)
- Milton Keynes (ceremonielt en del af Buckinghamshire)
- Portsmouth (ceremonielt en del af Hampshire)
- Southampton (ceremonielt en del af Hampshire)

### Non-metropolitan counties
Der er 7 non-metropolitan counties i South East England:
- East Sussex (dækker hele det ceremonielle East Sussex)
- Hampshire (dækker det ceremonielle Hampshire på nær Portsmouth og Southampton)
- Kent (dækker det ceremonielle Kent på nær Medway)
- Oxfordshire (dækker hele det ceremonielle Oxfordshire)
- Surrey (dækker hele det ceremonielle Surrey)
- West Sussex (dækker hele det ceremonielle West Sussex)

Desuden bliver Berkshire officielt kaldt et non-metropolitan county, men har ikke et county council (amtsråd) og er i stedet inddelt i 6 enhedslige myndigheder:
- Bracknell Forest
- Reading
- Slough
- West Berkshire
- Windsor & Maidenhead
- Wokingham

51°18′N 0°48′V / 51.3°N 0.8°V